# Commentarius de vera et falsa religione
Il Commentarius de vera et falsa religione (Commentario sulla vera e falsa religione) è l'opera più famosa del riformatore svizzero Ulrico Zwingli. In esso il riformatore tratta dettagliatamente i punti centrali della sua teologia in contrasto con la tradizione cattolica.

## Origine
Zwingli scrisse l'opera nel 1525, nello spirito di un credo protestante, dopo aver consolidato i suoi insegnamenti politici e teologici a Zurigo attraverso diverse dispute. L'opera è dedicata al re di Francia Francesco I, che i riformatori volevano convincere a convertirsi. Tuttavia Zwingli si rivolse al pubblico colto di tutta Europa. Il suo lavoro serviva a delineare la sua teologia in contrasto con il cattolicesimo, il movimento anabattista e la teologia di Martin Lutero.

## Temi e contenuti
Zwingli discute le caratteristiche essenziali della fede riformata in 29 sezioni. L'attenzione si concentra su ambiti controversi come i sacramenti, l'Ultima Cena, il matrimonio, il ruolo delle immagini in relazione al culto, nonché su questioni politiche come il rapporto con l'autorità. Inoltre Zwingli non esita ad affrontare questioni fondamentali sulla natura di Dio, dell'uomo o della religione in quanto tale. Sebbene Zwingli abbia caratterizzato l'opera come uno "schizzo", essa costituisce un'opera fondamentale della Riforma zwingliana grazie alla sua struttura chiara e allo stile di argomentazione sicuro. L'esposizione di Zwingli è caratterizzata da un esame della tradizione cattolica e degli argomenti dei suoi avversari, come Johannes Eck. In linea con lo spirito della teologia protestante, Zwingli cita i passaggi biblici quali elementi a supporto più importanti, laddove lo Zwingli umanista fa riferimento anche a scritti antichi e di altro tipo e talvolta esprimendo anche un certo pragmatismo.
Nella prefazione all'opera, Zwingli accusò Papa Alessandro VI per aver consentito di essere definito "Dio", nel contesto della sua cerimonia di incoronazione.

## Significato dell'opera
Il Commentarius è considerato il primo scritto della Riforma svizzera che rappresenta una confessione di fede esaustiva e argomentativa. Il significato storico è evidente da un lato nel fatto che per la prima volta nel dibattito teologico internazionale la posizione di Zwingli nei confronti del cattolicesimo e di Lutero venne presentata in modo chiaro. D'altra parte, l'opera fu una base importante per i riformatori come Giovanni Calvino e Heinrich Bullinger, che, seguendo Zwingli, crearono il fondamento spirituale per una Chiesa riformata pan-svizzera con le Confessiones Helveticae.